# خليل بك الأسعد
خليل بك الأسعد (1265 هـ - 1314 هـ) من السياسيين البارزين في جبل عامل، تبوّأ عدّة مناصب مهمة في الدولة العثمانية.

## نسبه
خليل بن أسعد بن خليل ابن الشيخ ناصيف بن نصار بن نصار السالمي العاملي من آل علي الصغير

## أسرته

### والده
والده أسعد بن خليل بن ناصيف النصار: بعد وفاة أحمد باشا الجزار وعودة آل علي الصغير إلى جبل عامل، عوّضتهم الدولة العثمانية عن أملاكهم القديمة في بلاد بشارة وأعطتهم الزرارية والطيبة وغيرها من الأراضي والإقطاعيات في بلاد الشقيف. وقد تنازع آل علي الصغير فيما بينهم حول ملكية بعض الأراضي وتحاكموا للعلماء في جبل عامل فحكم العلماء بالطيبة لأسعد بن خليل بن ناصيف وبالزرارية لعمّه محمد بن ناصيف النصار. وهكذا استقرّ أسعد خليل ناصيف النصار في الطيبة.
وهناك روايتان حول قصة زواج أسعد بك من عبلا شرف الدين. 

#### رواية زواج والده الأولى
عند مجيء أسعد بك إلى الطيبة كان عمدة البلدة آنذاك الحاج موسى شرف الدين فصاهره وزوجه أخته وأسكنه في داره. وفي هذه الفترة عمل أسعد بك على تجديد علاقته بوجهاء الجولان وحوران وعلى تجميع العائلة المشتتة لإستعادة نشاطها بهدوء تام واتصل وأقرباءه بالتركي الذي كان حاكماً في منطقة صور, ومرت الأيام وتوفي موسى شرف الدين وعيّن مكانه ابنه سليم عمدة على البلدة، واشتدت علاقة آل علي الصغير بقطّاع الطرق الأعراب الذين يسمون الحمدون. ووثّق آل الأسعد علاقتهم بهم كثيراً واتفقوا على الإمساك بسليم شرف الدين وربطه وأخده إلى البلدة حيث تم قتله في باحة القصر.

#### رواية زواج والده الثانية
كان أسعد بك مريضا بداء الجدري، وكانت عبلا شرف الدين تخدمه فتزوجها إكراما لها، وكان من عادة آل علي الصغير أن لا يتزوجوا من غير أفراد عائلتهم، وأولد منها (خليل بك) و (محمد بك)، لذلك كانا يعيّران من قبل آل علي الصغير بأولاد عبلا. وبعد زواجه من عبلا ذهب إلى الكوثرية وأقام فيها فترة. وآل شرف الدين هم عائلة منتشرة في كفرتبنيت والطيبة وهم غير آل شرف الدين الأشراف في مدينة صور.

### أخوه
محمد بن أسعد بن خليل بن ناصيف النصار، كان وزيرا لعلي بك الأسعد وكان مقيما في الطيبة بينما كان علي بك الأسعد مقيما في تبنين، وتم اعتقاله مع ابن عمه من قبل والي دمشق العثماني وتوفي بعد ابن عمه بأربعة أيام في الشام ودفن في المقام المنسوب للسيدة زينب في الشام. وكان محمد بك من أجمل أهل زمانه وكان من الرماة الماهرين، وكانت كنيته (أبو فايز) مع أنه لم يعقب بذكر. توفي في العام 1282 هجرية.

### أولاده
- كامل خليل بك الأسعد
- عبد اللطيف خليل بك الأسعد
- محمود خليل بك الأسعد

## بداياته في السياسة
في زمن علي بك الأسعد، كان أخوه محمد بك الأسعد هو البارز والمقدّم في الطيبة، أما خليل بك فكان ما يزال فتى حديث السن. وعندما وصل نبأ وفاة علي بك الأسعد، كان الفرسان يؤودون رقصة السيوف الحزينة وكانوا بانتظار وصول محمد بك الأسعد، وبعد قليل جاء نبأ وفاته أيضا، فانسحب خليل بك من الحلبة ولبس لباس التجمّل وجلس لاستقبال الوفود وتقبّل التعازي، وهكذا ابتدأ أمره وكان عمره 17 عاما، فعمل على إيفاء الديون المتراكمة على أخيه محمد بك الأسعد وعلى ابن عمه علي بك الأسعد.
هذا وكانت الدولة العثمانية قد عيّنته في صباه مأمورا للأحراش قبل أن يعظم شأنه ويتولى مناصب كبيرة في الدولة العثمانية.

## سيرته وأحواله
بعد وفاة علي بك الأسعد (من أبناء عمومة خليل بك الأسعد) وانتهاء الحكم الإقطاعي في جبل عامل وذلك بعد سنة 1282 هجرية، تم تقسيم المقاطعات إلى مديريات وقائم مقاميات ومتصرفيات ثم ولايات.
بعد هذا التقسيم تولّى خليل بك الأسعد عدة قائم مقاميات كقائم مقامية مرجعيون وصور وحمص.
وعُيّن متصرفا للبلقاء ثم لنابلس في عهد حمدي باشا والي سورية وكان صديقه الحميم.
وبعد موت حمدي باشا عُزل عن متصرفيه نابلس وبقي بعدها من غير منصب سياسي حتى توفي سنة 1314 هجرية

## واقعة الخيام
كان من الأمراء الوجهاء في جبل عامل حتى بعد عزله عن الحكم.
وفي عهد عزله عن الحكم جرى خلاف بين الدروز وشيعة جبل عامل وجاء الخبر إلى قرية الخيام بان الدروز يريدون الهجوم على الخيام.
فأشار على الناس أن يسيروا إلى بلدة الخيام، فاجتمع أهل جبل عامل من أقصاها إلى أدناها في قرية الخيام ولما علم الدروز بذلك ارتدوا على أعقابهم واهتمت الحكومة لذلك وسعت في اصلاح الحال.
وهذا إنما يدلّ على منزلته بين أهل جبل عامل.

## وفاته
تُوفي سنة 1314 هجرية ودفن في قرية الطيبة.